# Nokia 6500 Classic
Nokia 6500 Classic — мобильный телефон компании Nokia.
Проектируемое название у аппарата было Lynn. Менеджером проекта был Кристиан Рийс, разработка аппарата началась в августе 2005 года. При создании телефона главным упором был дизайн аппарата, поэтому рекламным слоганом стала фраза «Simply Beautiful». Позже была представлена модель Nokia 6500 slide.
Дата анонсирования — 31 мая 2007.